# Am Neuen Wasserturm 1 (Mönchengladbach)

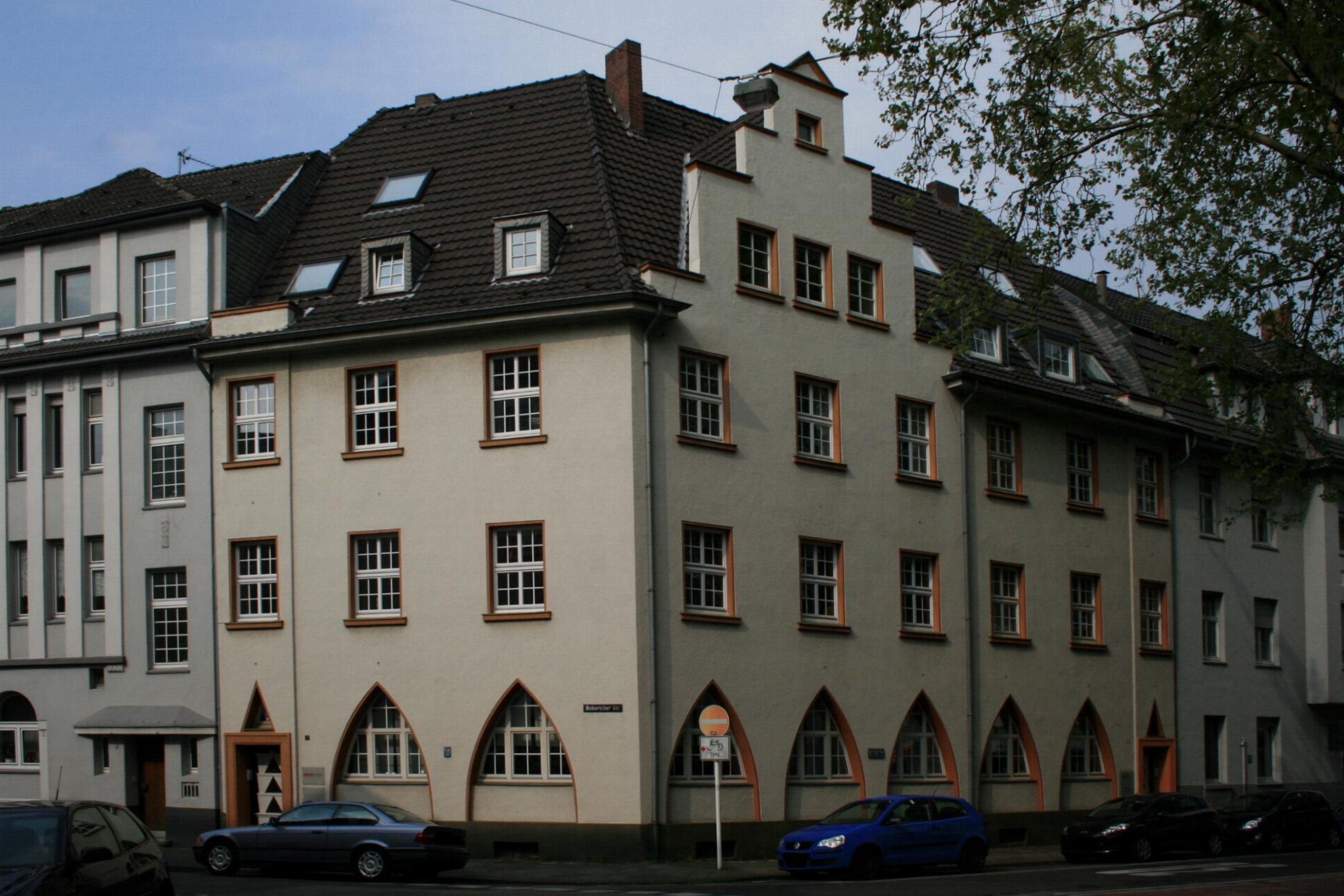
Bebericher Straße 1 und Am Neuen Wasserturm 1 (rechts vom Treppengiebel) (2010)

Das Wohnhaus Am Neuen Wasserturm 1 steht sich im Stadtteil Windberg in Mönchengladbach (Nordrhein-Westfalen). Das Haus ist unter Nr. A 038 am 7. Dezember 1994 in die Denkmalliste der Stadt Mönchengladbach eingetragen worden.

## Architektur
Dreigeschossiger Putzbau unter steil und hoch ausgebildetem Satteldach mit Fußwalm; durch Aufschiebling zur Traufe, abgeflacht. Als dreiachsiger Gebäudeabschnitt der als Großfassade axialsymmetrisch angelegten Eckbebauung Bebericher Straße 1 in identischer Fassadengestaltung wie die Frontansicht zur Bebericher Straße ausgeführt. Eingangsachse rechts durch knappes Hervortreten aus der Wandfläche betont. Die Fenster in regelmäßiger Reihung. Die des Erdgeschosses als große, arkadenähnliche Spitzbogenfenster ausgebildet; die der Obergeschosse gleichförmig hochrechteckig mit flach aufgelegter Putzrahmung und markanten Sohlbänken.
Der Hauseingang ist mit einer breit profilierten Rahmung gefasst und durch ein spitzwinkliges Oberlicht, das sich als Dekormotiv mehrfach in der Haustüre wiederholt, betont. Die Dachfläche durchbrechen zwei Gauben.